# Two Kettles
 (janvier 2019).
Si vous disposez d'ouvrages ou d'articles de référence ou si vous connaissez des sites web de qualité traitant du thème abordé ici, merci de compléter l'article en donnant les références utiles à sa vérifiabilité et en les liant à la section « Notes et références ».

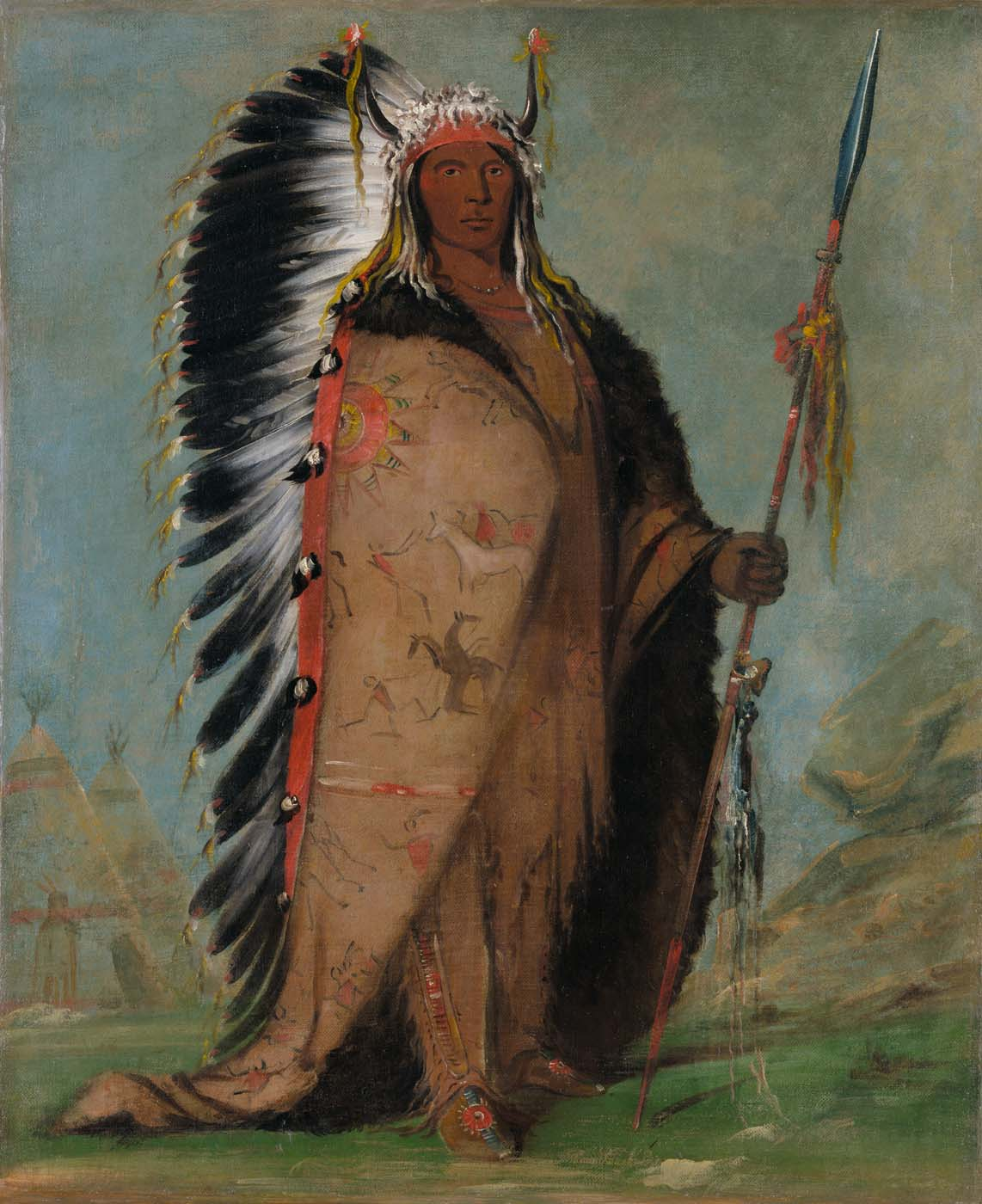
Ee-áh-sá-pa, un chef des Two Kettles peint par George Catlin en 1832.

Les Two Kettles (appelés aussi OoheNopa, « chaudière » ou « deux fois bouillis ») sont l'un des sept clans de la tribu des Lakotas. Ils se sont très peu engagés dans la guerre contre les colons blancs, ayant même signé un traité les engageant à ne jamais attaquer personne. 